# Карабаши
Караба́ши (чув. Карапаш) — деревня в Мариинско-Посадском районе Чувашской Республики России. Административный центр Карабашского сельского поселения.

## География
Деревня находится в северо-восточной части региона, в пределах Чувашского плато, в зоне хвойно-широколиственных лесов, у реки Кара.

## Население
| 2010 | 2012 |
| ---- | ---- |
| 499  | ↗503 |

## Известные уроженцы
- Вашават, Пётр Михайлович (1932—1994) — чувашский и советский поэт, журналист.

## Инфраструктура
Карабашский ДК, Карабашский ФАП

## Транспорт
Деревня доступна автотранспортом.